# 林克思
林克思（英語：Links），又因地理環境因素被稱作濱海球場，是一種典型的高爾夫球場設計，其稱呼源於低地蘇格蘭語「hlinc」，為升起的地面或山脊的意思，泛指沿岸沙丘或地面高低起伏的開闊草地，這些土地大多非常貧瘠，而且不宜耕種。

## 地理位置和球場管理
林克思類型的球場大多建於或非常接近海岸邊，球場上甚少水障礙及樹木，反映高爾夫球發源地的普遍景致。運動發展初期因為缺乏資源，球場建築師會盡量減少移動土壤。時至今日，部分林克思類型的球場都沒有聘用專責打理草地的職員，只用簡陋的機器或使用人手剪草，甚至使用放牧型式控制青草的長度。

## 知名的林克思球場
比較知名的林克思球場包括：
- 聖安德魯老球場
- 皇家聖喬治高爾夫俱樂部
- 呼嘯峽谷高爾夫球場（英语：Whistling Straits）